# Silvia Strukelová
Silvia Strukelová (12. dubna 1916 Terst, Itálie – 1997) byla italská sportovní šermířka, která se specializovala na šerm fleretem. Itálii reprezentovala ve třicátých, čtyřicátých a padesátých letech. Na olympijských hrách startovala v roce 1952 v soutěži jednotlivkyň. V roce 1947 obsadila třetí místo na mistrovství světa v soutěži jednotlivkyň. S italským družstvem fleretistek vybojovala v roce 1954 druhé a v roce 1947, 1952, 1953, 1955 třetí místo na mistrovství světa.